# Automolus subulatus
El ticotico listado (Automolus subulatus), también denominado hojarasquero amazónico (en Colombia), rondamusgos listado o amazónico (en Ecuador), rondabosque rayado (en Perú), tico-tico rayado (en Venezuela) o ticotico listado amazónico, es una especie de ave paseriforme de la familia Furnariidae perteneciente al género Automolus, anteriormente incluida en el género Hyloctistes. Es nativa de la cuenca amazónica occidental en América del Sur. 

## Distribución y hábitat
Se distribuye desde el sureste de Colombia hacia el este por el sur y sureste de Venezuela hasta el suroeste de Guyana y hacia el sur por el este de Ecuador, este de Perú, mitad occidental de la Amazonia brasileña, hasta el norte de Bolivia.
Esta especie es considerada poco común y furtiva en su habitat natural, el sotobosque de selvas húmedas tropicales y subtropicales, principalmente por debajo de los 1300 m de altitud.

## Descripción
Mide entre 17 y 18 cm de longitud y pesa entre 24 y 32 g. Es pardo oliváceo por arriba, más oscuro en la corona, con rayas pardo amarillentas borrosas en la corona, cuello y manto; alas más rufas, la cola es rufo canela. La garganta es pardo amarillento pálido; por abajo pardusco apagado con el pecho algo manchado de amarillento.

## Comportamiento
Es sintópico con Ancistrops strigilatus en la Amazonia occidental.

### Alimentación
Busca alimento solitario o en pareja, a menudo acompañando bandada mixtas. Se alimenta de artrópodos que busca jugueteando y hurgando en la vegetación enmarañada, epífitas, aglomerados de hojas muertas, hojas de palmeras y bromelias.

### Reproducción
Consta que nidifica en túneles en barrancas sucias.

### Vocalización
Emite un sonido duplo distintivo, un campanilleo «tiu, tiu», cuando excitado seguido de un matraqueo más suave y bajo «tr-r-r-r-r».

## Sistemática

### Descripción original
La especie A. subulatus fue descrita por primera vez por el zoólogo alemán Johann Baptist von Spix en 1824 bajo el nombre científico Sphenura subulata; su localidad tipo es: «Río Amazonas».

### Etimología
El nombre genérico masculino «Automolus» deriva del griego «αυτομολο automolos» que significa ‘desertor’; y el nombre de la especie «subulatus», proviene del latín y significa ‘con perfil de lezna’, ‘que se parece a una lezna’.

### Taxonomía
La especie Automolus virgatus era anteriormente considerada como el grupo de subespecies Automolus subulatus virgatus y considerada como especie separada de la presente por el Congreso Ornitológico Internacional (IOC), Aves del Mundo (HBW) y Birdlife International (BLI), y más recientemente por Clements checklist/eBird, con base en significativas divergencias de vocalización y algunas diferencias de plumaje, partes inferiores más morenas, con las listas más confinadas a la parte superior del pecho y la cola de color castaño ligeramente más oscuro. Sin embargo, el Comité de Clasificación de Sudamérica (SACC) rechazó la Propuesta N° 40 de separación debido a insuficiencia de evidencias publicadas.
Esta especie era antes perteneciente al género Hyloctistes, hasta que los sólidos estudios morfológicos y filogénicos conducidos por Derryberry et al (2011) y Claramunt et al (2013) demostraron que el género Hyloctistes –compuesto por la especie entonces denominada  Hyloctistes subulatus (junto con H. virgatus)– estaba embutido dentro de Automolus. Como consecuencia, se propuso la transferencia del género Hyloctistes para Automolus. Los cambios taxonómicos fueron aprobados en la Propuesta N° 601 al SACC.

### Subespecies
Según las clasificaciones del IOC y Clements checklist/eBird se reconocen dos subespecies, con su correspondiente distribución geográfica:
- Automolus subulatus subulatus (Spix, 1824) – sur de Venezuela (Amazonas, sur de  Bolívar), sureste de Colombia (al sur desde Meta y Vaupés), este de Ecuador, este del Perú, la Amazonia en Brasil (hacia el este hasta el río Negro y, al sur del río Amazonas, hasta Pará) y norte de Bolivia (al sur hasta La Paz y Beni).
- Automolus subulatus lemae Phelps Sr. & Phelps Jr., 1960 – sureste de Venezuela (Sierra de Lema, en el sureste de Bolívar).

Recientemente registrada en el suroeste de Guyana (Monte Ayanganna), probablemente la subespecie subulatus.